# لک‌لک‌های نوک‌زینی
لک‌لک‌های نوک‌زینی (نام علمی: Ephippiorhynchus) نام یک سرده از تیره لک‌لکان است.
- لک‌لک نوک‌زینی، Ephippiorhynchus senegalensis
- لک‌لک گردن‌سیاه، Ephippiorhynchus asiaticus